# Dreyfus (Grumberg)
Pour les articles homonymes, voir Dreyfus.
Dreyfus est une pièce de théâtre de Jean-Claude Grumberg.
Créée à Paris au théâtre de l'Odéon du 29 janvier au 3 mars 1974, elle est reprise la même année au théâtre de Paris.
- Mise en scène : Jacques Rosner
- Décors et costumes : Jacques Voizot
- Personnages et interprètes :
  - Arnold : Claude Dauphin
  - Motel : Maurice Chevit
  - Maurice : Gérard Desarthe
  - Myriam : Élisabeth Huppert
  - Zalman : Lucien Charbonnier
  - Michel : Jean Lescot
  - Wasselbaum : François Marie
  - Zina : Odette Piquet
  - Premier homme : Serge Martel
  - Deuxième homme : Jean-Marc Chotteau

Cette pièce reçoit le prix du Syndicat de la critique de la meilleure création française, le prix Théâtre de la SACD et le prix Plaisir du théâtre.
Le texte de la pièce a été publié par L'Avant-scène théâtre (no 543, 1974).